# DJ Fresh
Daniel Stein, művésznevén DJ Fresh brit zenei producer és lemezlovas. Stein a Bad Company drum and bass együttes egyik oszlopos tagja volt, Darren White (dBridge), Jason Maldini és Michael Wojcicki (Vegas) zenészekkel. Adam F-fel közösen birtokolják és vezetik a Breakbeat Kaos drum and bass lemezkiadót.
DJ Fresh harmadik nagylemeze, a Nextlevelism 2012 októberében jelent meg a Ministry of Sound kiadónál, melyen szerepel két slágerlista-vezető szerzeménye, a Louder és a Hot Right Now, előbbi az Egyesült Királyság első dubstep, míg utóbbi az első drum and bass stílusú listavezetője.
DJ Fresh több, mint 2,5 millió lemezt adott el, két listavezető kislemeze jelent meg, illetve további kettő került be a legjobb hat közé.

## Diszkográfia

### Stúdióalbumok
- Escape from Planet Monday (2006)
- Kryptonite (2010)
- Nextlevelism (2012)[6]

## Díjak és jelölések
| Év   | Szervezet   | Díj                  | Jelölt mű                      | Eredmény |
| ---- | ----------- | -------------------- | ------------------------------ | -------- |
| 2013 | BRIT Awards | Az év brit kislemeze | Hot Right Now (közr. Rita Ora) | Jelölve  |